# Kahuripan
Kahuripan is een bestuurslaag in het regentschap Kota Tasikmalaya van de provincie West-Java, Indonesië. Kahuripan telt 22.042 inwoners (volkstelling 2010).